# Pastinaca altissima
Pastinaca altissima är en flockblommig växtart som beskrevs av Jean-Baptiste de Lamarck. Pastinaca altissima ingår i släktet palsternackor, och familjen flockblommiga växter. Inga underarter finns listade i Catalogue of Life.